# Wohn- und Wirtschaftsgebäude Ostendorfer Straße 48

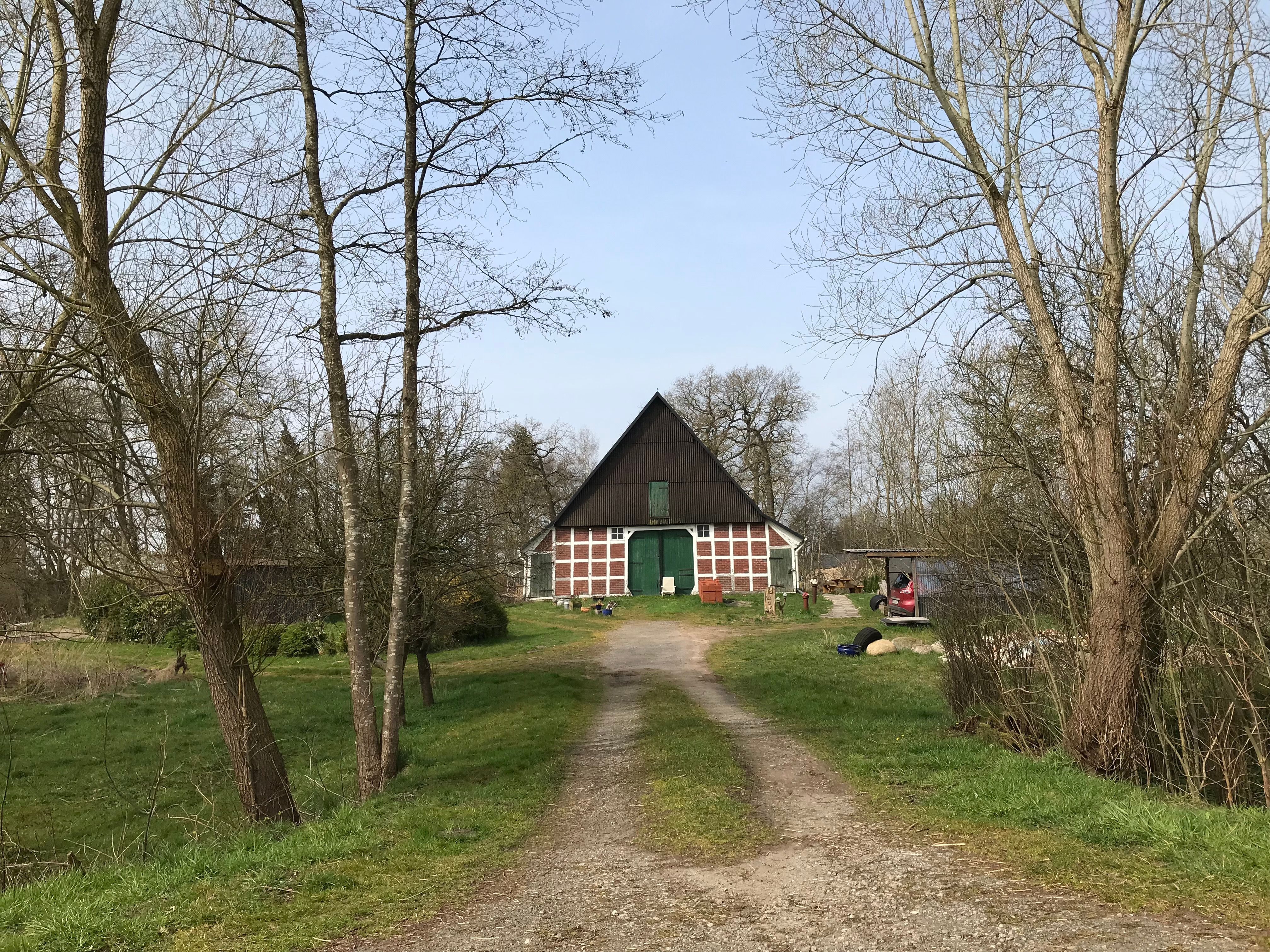
Ostgiebel (2022)

Das Wohn- und Wirtschaftsgebäude Ostendorfer Straße 48 in der niedersächsischen Stadt Bremervörde, Ortsteil Ostendorf, wurde im 19. Jahrhundert gebaut. Aktuell (2025) wird es zum Wohnen genutzt.
Das Gebäude steht unter Denkmalschutz (siehe auch Liste der Baudenkmale in Bremervörde).

## Geschichte und Beschreibung
Bremervörde war um 1000 Sitz der Wasserburg Vörde an der Oste und gehört zum Landkreis Rotenburg (Wümme). Ostendorf wurde 1764 im Zuge der Moorkolonisierung durch Jürgen Christian Findorff gegründet. Dabei wurde eine Reihe von Höfen westlich entlang der Ostendorfer Straße relativ einheitlich errichtet.
Das eingeschossige giebelständige zurückstehende Gebäude als Zweiständer-Hallenhaus in Fachwerk mit Steinausfachungen, Satteldach mit senkrechter Verkleidung im Giebeldreieck, Ladeluke und Grooter Door mit geradem Abschluss wurde im 19. Jahrhundert gebaut.
Das Landesdenkmalamt befand u. a.: „… ein regionstypisches Hallenhaus des 19. Jahrhunderts in Zweiständerkonstruktion …“